# Xylotrechus trinotatus
Xylotrechus trinotatus là một loài bọ cánh cứng trong họ Cerambycidae.